# Junta Patriótica
A Junta Patriótica foi uma organização clandestina venezuelana criada em 1957 para se opor à ditadura do general Marcos Pérez Jiménez. Foi formada pelos partidos Ação Democrática (AD), Comitê de Organização Política Eleitoral Independente (COPEI), União Republicana Democrática (URD) e Partido Comunista da Venezuela (PCV).

## História
Guillermo García Ponce, então líder do Partido Comunista da Venezuela, pediu a criação de uma coalizão clandestina contra Pérez Pérez Jiménez. Entre os primeiros a aderir estavam jovens da União Democrática Republicana, como Fabricio Ojeda, José Vicente Rangel e Amílcar Gómez.
Em junho de 1957, a junta foi criada.  Seus membros mais proeminentes foram Fabricio Ojeda da URD, Guillermo García Ponce do PCV, Silvestre Ortiz Bucarán da Acción Democrática (AD); e Enrique Aristeguieta Gramcko do Copei. Naquela época, os líderes mais importantes dos partidos membros da junta estavam no exílio ou na prisão. AD, URD e PCV foram ilegalizados pelo regime. Mais tarde, o Copei também teve que passar para a clandestinidade.
Em agosto de 1957, a Junta Patriótica divulgou seu primeiro manifesto. O manifesto afirmava que vários setores haviam se agrupado sob o nome de Junta Patriótica para lutar pelo respeito aos direitos e liberdades estabelecidos na Constituição venezuelana de 1953, incluindo o respeito ao sufrágio e a liberdade de nomear candidatos nas eleições.
Em 4 de novembro de 1957, Pérez Jiménez anunciou ao Congresso da República sua intenção de substituir as eleições presidenciais daquele ano por um plebiscito para definir se continuaria à frente do governo por mais cinco anos. A Junta Patriótica rejeitou a medida em uma carta dirigida às Forças Armadas, por considerar que a constituição foi violada ao negar o direito dos venezuelanos de eleger o presidente da nação. A oposição representada na Junta Patriótica começou a propor a destituição de Pérez Jiménez do poder.

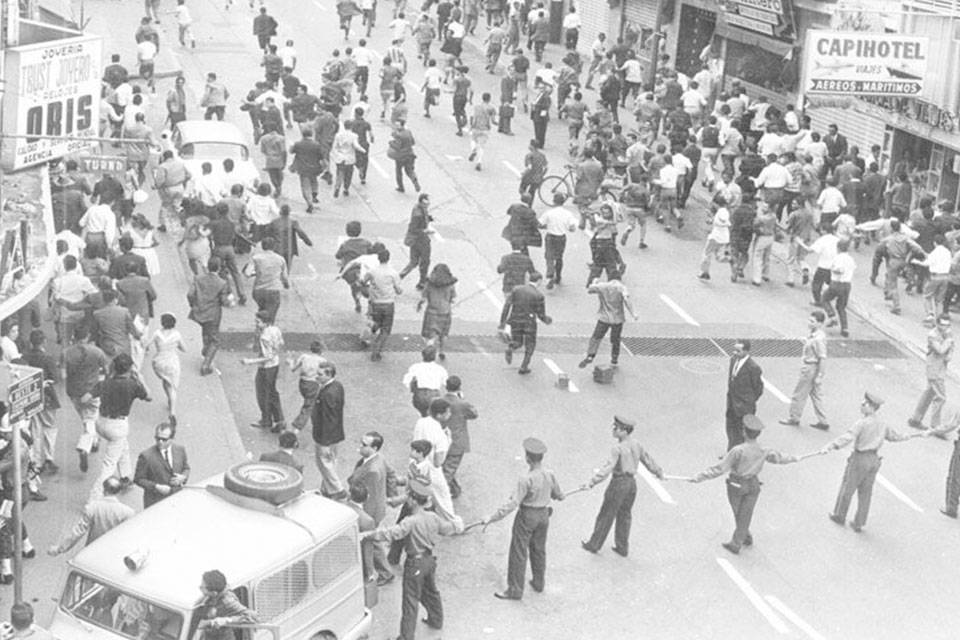
Protestos contra Marcos Pérez Jiménez de 21 de novembro de 1957 na Venezuela.

Uma greve geral foi convocada em 12 de dezembro em protesto contra o plebiscito de 1957, considerado pela junta como uma farsa eleitoral. A greve é finalmente adiada, mas a junta continua com comícios relâmpagos nos portões das fábricas e em áreas residenciais. Igualmente continuou os contatos com os militares descontentes. Em 18 de dezembro, La Voz de la Junta Patriotica, uma estação de rádio clandestina de baixo alcance, começou a operar.
Em 3 de janeiro de 1958, a junta emitiu outro manifesto no qual propunha a união do povo e do exército para derrubar Pérez Jiménez. Em 20 de janeiro, a junta convocou uma greve de imprensa e em 21 de janeiro uma greve geral, que foi cumprida. Em 23 de janeiro de 1958, Pérez Jiménez foi deposto e a Junta Patriótica encerrou suas funções dias depois.